# Piuma
Pour plus de détails, voir Fiche technique et Distribution.
Piuma est un film italien réalisé par Roan Johnson, sorti en 2016.
Il est présenté en sélection officielle à la Mostra de Venise 2016.
Il est présenté en France au Festival du film italien de Villerupt 2016 où il remporte l'Amilcar du public.

## Fiche technique
- Titre français : Piuma
- Réalisation : Roan Johnson
- Scénario : Roan Johnson, Ottavia Madeddu, Carlotta Massimi et Davide Lantieri
- Pays d'origine : Italie
- Format : Couleurs - 35 mm
- Genre : drame
- Durée : 98 minutes
- Date de sortie :
  -  Italie : 5 septembre 2016 (Mostra de Venise 2016), 5 septembre 2016 (sortie nationale)

## Distribution
- Luigi Fedele : Ferro
- Blu Yoshimi : Cate
- Michela Cescon : Carla Pardini
- Sergio Pierattini : Franco Pardini
- Francesco Colella : Alfredo
- Francesca Antonelli : Rita
- Brando Pacitto : Patema
- Clara Alonso : Pilar
- Bruno Squeglia : Nonno Lindo
- Francesca Turrini : Stella
- Massimo Reale : Ginecologo

## Prix
- 2016 : Amilcar du public au Festival du film italien de Villerupt 2016[1].